# Griese Gegend
Das Gebiet der Griesen Gegend liegt im Südwesten Mecklenburgs. Im Nordwesten und Norden begrenzt die Sude (von Kuhstorf bis Lübtheen), der Strohkirchener Bach und dessen Weiterführung als Neuer Kanal das Gebiet (die Bahnlinie Hagenow – Ludwigslust benutzt dieses Tal). Die südöstliche Grenze verläuft etwa von der Stadt Ludwigslust nach Dömitz (dem Eldekanal folgend), im Südwesten bildet die Rögnitz von Woosmer (heute Ortsteil von Vielank) bis Lübtheen die Begrenzung der Griesen Gegend, die großräumig ein Dreieck darstellt.
Nicht eindeutig ist die Herkunft des Namens geklärt: einerseits hat der Boden – überwiegend sandig – eine graue Farbe (= griese). Früher wehte der Flugsand sogar Dörfer zu, die aufgegeben werden mussten. Andererseits trugen die Tagelöhner hier ungefärbte, graue Leinenkleidung.
Der Boden eignete sich schlecht für den Ackerbau, adelige Gutsbesitzer konnten sich hier kaum durchsetzen und so gab es in der Griesen Gegend viele Domänen, die dem mecklenburgischen Herrscherhaus direkt untertan waren. Das berüchtigte Bauernlegen fand daher in diesem Gebiet seltener statt und so kann man in vielen Dörfern heute noch die ursprünglichen Hofstellen sehen.
Die wendische Bevölkerung konnte sich in der Griesen Gegend länger als im übrigen Mecklenburg halten. An die ausgedehnten Heiden erinnern heute einige Orts- und Flurnamen (Heidhof, Pichersche Heide), diese Flächen sind größtenteils Forsten und Äckern gewichen.
Die Entstehung des Sandergebietes ist dem Zurückweichen der Gletscher der letzten Eiszeit zu verdanken, die Fließgewässer richten sich alle nach Südwesten zur unteren Elbe hin aus.
Im Süden des Gebietes, um die Gemeinde Malliß, wurde von 1817 mit Unterbrechungen bis 1960 Braunkohle unter Tage gefördert.
2019 ereignete sich auf dem Gebiet eines ehemaligen Truppenübungsplatzes bei Lübtheen ein Großbrand.

## Gemeinden der Griesen Gegend
| - Alt Krenzlin - Belsch - Bresegard bei Eldena - Bresegard bei Picher - Eldena - Göhlen mit Ortsteil Leussow | - Grebs-Niendorf - Groß Krams - Karenz - Kuhstorf - Lüblow | - Lübtheen, Stadt - Stadt Ludwigslust mit Ortsteilen Glaisin, Hornkaten, Kummer und Weselsdorf - Malk Göhren - Malliß - Neu Kaliß - Picher - Redefin | - Strohkirchen - Vellahn - Vielank - Warlow |

## Film
- Die griese Gegend im Spiegel (Regie: Christiane Hein, 1987, Kurz-Dokumentarfilm der DEFA)[1]